# Seznam písní Milana Lasici
Toto je seznam písní, které nazpíval nebo k nimž napsal text Milan Lasica.

## Seznam
poz. 
- zpěv písní: píseň - duet - (autor hudby/autor textu písně)

(h:/t:) - doposud nezjištěný autor hudby nebo textu
- textová tvorba: píseň - interpret - (autor hudby - h:)

(h:/) - doposud nezjištěný autor hudby , 
- (na doplnění)

## A
- Abdullah - (Gejza Dusík/Otto Kaušitz) - (s Bratislava Hot Serenaders)
- Ach, to by boli vojny malebné - Milan Lasica a Július Satinský a Jaroslav Filip - (h:Jaroslav Filip)
- Anča, Anča, Anča, Hana - (s Bratislava Hot Serenaders)
- Až naše šťastie odletí - (Gejza Dusík / Otto Kaušitz) - (s Bratislava Hot Serenaders)

## B
- Balada o štyroch koňoch - Peter Lipa - (h:Peter Lipa)
- Bicykel - Milan Lasica a Július Satinský - (h:Jaroslav Filip)
- Blues o jedenástom prste - Peter Lipa - (h:Peter Lipa)
- Bolo nás jedenásť - Milan Lasica a Július Satinský a Jaroslav Filip - (h:Jaroslav Filip)

## C
- Celý svet sa mračí - (h: /t: ) - (s Bratislava Hot Serenaders)
- Cesta domov - Peter Lipa (h:Peter Lipa, Andrej Šeban)
- Cesta do neba - Zora Kolínska - (Peter Smékal / Tomáš Janovic a Milan Lasica)

## Č
- Čarovná flauta - Ivan Krajíček - (Peter Smékal / Milan Lasica a Tomáš Janovic)
- Čerešne - Hana Hegerová, Zuzana Kronerová - (h:Jaroslav Filip)

## D
- Deň po láske (Nature Boy) - Peter Lipa - (h:E. Abba)
- Dívam sa z okna svojho kupé - Marcela Laiferová -  (Dežo Ursíny / Milan Lasica a Tomáš Janovic)
- Dnes mám prvé randevú - (Teodor Šebo Martinský / Teodor Šebo Martinský) - (s Bratislava Hot Serenaders)
- Dotazník - Peter Lipa - (h:Peter Lipa)
- Do batôžka - Milan Lasica a Július Satinský a Jaroslav Filip - (h:Jaroslav Filip)
- Do zajtra čakaj - (Karol Elbert / Otto Kaušitz) - (s Bratislava Hot Serenaders)
- Dvadsať rokov som ťa miloval - Peter Lipa - (h: )

## E
- Eleven Finger Blues - Peter Lipa (Peter Lipa / Milan Lasica a 0.Hejma)

## G
- Godot nepríde - Milan Lasica a Július Satinský - (h:Jaroslav Filip)

## H
- Haló, dobrý večer slečna - (Štefan Winkler / Štefan Winkler) - (s Bratislava Hot Serenaders)

## Ch
- Chcel by som byť  - Milan Lasica a Július Satinský a Jaroslav Filip - (h:Jaroslav Filip)
- Chcem odísť - Peter Lipa - (h: )

## J
- Ja chcem byť dnes iba tvoj (Tell All The World About You) - Peter Lipa - (h: Ray Charles)
- Jama - Milan Lasica a Július Satinský - (h:Jaroslav Filip)
- Jaj Zuzka, Zuzička - (h: /t: ) - (s Bratislava Hot Serenaders)
- Jano bol chlap - Milan Lasica a Július Satinský a Jaroslav Filip - (h:Jaroslav Filip)
- Ja sa neviem nikdy hnevať - (Ernst Scneider / Števo Lukátš) - (s Bratislava Hot Serenaders)
- Ja sa nedám od Teba už za nos vodiť - (Gejza Dusík / Pavol Braxatoris) - (s Bratislava Hot Serenaders)
- Ja som optimista - (Gejza Dusík / Pavol Braxatoris) - (s Bratislava Hot Serenaders)
- Ja viem všetko - (Frank Zemplínsky / Števo Lukátš) - (s Bratislava Hot Serenaders)
- Ježibaby - Milan Lasica a Július Satinský a Jaroslav Filip - (h:Jaroslav Filip)

## K
- Každý deň (Deux garcons pour une fille) - (Jack Arel / Ralph Bernet, s.t.Milan Lasica)
- Kapitán - Milan Lasica a Július Satinský - (h:Jaroslav Filip)
- Keby som sa nebál - (Gejza Dusík/Pavol Braxatoris) - (s Bratislava Hot Serenaders)
- Kde bolo tam bolo - Milan Lasica a Július Satinský - (h:Jaroslav Filip)
- Klobúk - Milan Lasica a Július Satinský - (h:Jaroslav Filip)
- Koniec storočia - Milan Lasica a Július Satinský - (h:Jaroslav Filip)
- Kúsoček páperia - Peter Lipa - (h: )

## Ľ
- Ľúbim Vás - (Gejza Dusík / J. E. Devínsky)- (s Bratislava Hot Serenaders)

## M
- Majstrovstvá - Milan Lasica a Július Satinský - (h:Jaroslav Filip)
- Mám čas - Peter Lipa - (h: )
- Mám túžbu - Peter Lipa - (h: )
- Maškrtnice - Milan Lasica a Július Satinský - (h:Jaroslav Filip)
- Mäso - Milan Lasica a Július Satinský - (h:Jaroslav Filip)
- Milujem Hanku - (Anna Ivanová / Anna Ivanová) - (s Bratislava Hot Serenaders)
- Miluška moja - (h: /t: ) - (s Bratislava Hot Serenaders)
- Missing Heart - Peter Lipa (Andrej Šeban / Milan Lasica a 0.Hejma)
- Modrá serenáda (Serenade In Blue) - Zora Kolínska - (h:Harry Warren)
- Mokrá ulica - Peter Lipa (h:Peter Lipa a Martin Gašpar)
- My - Milan Lasica a Július Satinský - (h:Jaroslav Filip)
- My Blue Night - Peter Lipa (Andrej Šeban / Milan Lasica a 0.Hejma)

## N
- Nad ránom - Peter Lipa - (h:Peter Lipa a Peter Lipa ml.)
- Náhla príhoda srdečná - Peter Lipa - (h:Andrej Šeban)
- Na výstave - Július Satinský a Jaroslav Filip - (h:Jaroslav Filip)
- Návšteva - Milan Lasica a Július Satinský - (h:Jaroslav Filip)
- Návšteva - Peter Lipa - (h:Andrej Šeban)
- Negramotný sen - Milan Lasica a Július Satinský - (h:Jaroslav Filip)
- Neopúšťaj mesto - Peter Lipa - (h: )
- Neúprosné ráno (Moanin) - Peter Lipa - (Bobby Timmons / Jon Hendricks, s.t. Milan Lasica)
- Nezačínaj - Milan Lasica a Július Satinský - (h:Jaroslav Filip)
- Nie som ja ešte tak starý - (Gejza Dusík / Otto Kaušitz) - (s Bratislava Hot Serenaders)
- Nočná ruža (Something Stupid) - Zora Kolínska a Ivan Krajíček - (h:C. Carson Parks)
- Nostalgický motív - Peter Lipa - (h: )

## P
- Pekne vítam - Milan Lasica a Július Satinský - (h:Jaroslav Filip)
- Peniaze - Milan Lasica a Július Satinský - (h:Jaroslav Filip)
- Pitva - Milan Lasica a Július Satinský - (h:Jaroslav Filip)
- Podaj mi rúčku - (Gejza Dusík / Otto Kaušitz) - (s Bratislava Hot Serenaders)
- Podobnosť čisto náhodná - Peter Lipa - (h: )
- Pôjdeme dnes - (Ernest Genersich / Iľja Jozef Marko) - (s Bratislava Hot Serenaders)
- Pokus o útek - Milan Lasica a Július Satinský - (h:Jaroslav Filip)
- Pracovná I - Peter Lipa - (h:N. Adderley)
- Pracovná II - Peter Lipa - (h:N. Adderley)
- Priateľovi - Milan Lasica a Július Satinský - (h:Jaroslav Filip)
- Prečo sa máme rozísť - (Dušan Pálka / Dušan Pálka) - (s Bratislava Hot Serenaders)
- Prečo sa stále... - Peter Lipa - (h: )
- Prečo tak pozde, krásna pani - (Ernest Genersich / Iľja Jozef Marko) - (s Bratislava Hot Serenaders)
- Prosperita - Peter Lipa (h:Peter Lipa, Andrej Šeban)

## Q
- A Questionnaire - Peter Lipa (Peter Lipa / Milan Lasica a 0.Hejma)

## R
- Raňajky s blízkou osobou - Peter Lipa - (h: )
- Raňajky v tráve - Milan Lasica a Július Satinský - (h:Jaroslav Filip)
- Raz do týždňa - Peter Lipa - (h:Peter Lipa a Peter Lipa ml.)
- Raz sa to môže stať - Milan Lasica a Július Satinský - (h:Jaroslav Filip)
- Rodinné zázemie - Milan Lasica a Július Satinský - (h:Jaroslav Filip)
- Romantika - Peter Lipa - (h: )
- Rothschild - Milan Lasica a Július Satinský - (h:Jaroslav Filip)
- Rozpačité blues - Milan Lasica a Július Satinský - (h:Jaroslav Filip)
- Rozlúčka - Milan Lasica a Július Satinský - (h:Jaroslav Filip)

## S
- Saigon - (Gejza Dusík/Pavol Braxatoris) - (s Bratislava Hot Serenaders)
- Samba na jednom tóne (One Note Samba) - Peter Lipa - (h: Antonio Carlos Jobim)
- Skôr než odídeš - (Frank Zemplinský / Boris Boča) - (s Bratislava Hot Serenaders)
- Skús objať dym - Zora Kolínska - (Peter Smékal / Milan Lasica a Tomáš Janovic)
- Seriál - Milan Lasica a Július Satinský - (h:Jaroslav Filip)
- Slovenčina - Milan Lasica a Július Satinský - (h:Jaroslav Filip)
- Slzy sú len slaná voda - Peter Lipa - (h: )
- Smola - Milan Lasica a Július Satinský - (h:Jaroslav Filip)
- Song o človeku, ktorý nevedel povedať nie - Milan Lasica a Július Satinský - (h:Jaroslav Filip)
- Song o noci vo vojenskom tábore - Milan Lasica a Július Satinský - (h:Jaroslav Filip)
- Spomínam na Paríž - Jaroslav Filip - (h:Jaroslav Filip)
- Studnica múdrosti - Milan Lasica a Július Satinský - (h:Jaroslav Filip)
- S vetrom opreteky - Milan Lasica a Július Satinský - (h:Jaroslav Filip)

## Š
- Šuhajko - (Tibor Lengyel/Otto Kaušitz) - (s Bratislava Hot Serenaders)
- Šuhaj vezmi ma do tanca - (Vojtech Jarušek / Ľubomír Kupčok) - (s Bratislava Hot Serenaders)

## T
- Tak nekonečne krásna - (Gejza Dusík / Pavol Braxatoris) - (s Bratislava Hot Serenaders)
- Tak smutno mi je bez Teba - (Gejza Dusík / Pavol Braxatoris) - (s Bratislava Hot Serenaders)
- Tento týždeň nemám čas - Peter Lipa - (h: L.Andršt a Peter Lipa)
- Tichý hlas - (h:Peter Smékal)
- Tíško a kradmo - Peter Lipa - (h: )
- Turci idúúú - Milan Lasica a Július Satinský - (h:Jaroslav Filip)
- Ty sa mi ľúbiš - (Róbert Hrebenár / Róbert Hrebenár - (s Bratislava Hot Serenaders)
- Ty si mi súdená - Peter Lipa - (h: )

## U
- U doktora - Peter Lipa - (h: )
- Uspávanka - Zora Kolínska - (Wolfgang Amadeus Mozart, úprava hudby Peter Smékal / Milan Lasica)
- Už to máme za sebou - Milan Lasica a Július Satinský - (h:Jaroslav Filip)

## V
- Veselo sa na tento svet pozerám - (Gejza Dusík/Pavol Braxatoris) - (s Bratislava Hot Serenaders)
- V jedálnom vozni - Milan Lasica a Július Satinský a Jaroslav Filip - (Jaroslav Filip/Milan Lasica a Tomáš Janovic))
- Veselý les - (h:Shelton Block)
- V našej obci - Milan Lasica a Július Satinský a Jaroslav Filip - (h:Jaroslav Filip)
- Vtip - Milan Lasica a Július Satinský - (h:Jaroslav Filip)

## Z
- Za dedinou - Milan Lasica a Július Satinský - (h:Jaroslav Filip)
- Za dedinou - Milan Lasica a Jaroslav Filip - (h:Jaroslav Filip)
- Zázrak - Milan Lasica a Július Satinský - (Jaroslav Filip / Milan Lasica)

## Ž
- Ženy nemožno ignorovať - (František Kováčik / Ľudovít Válka) - (s Bratislava Hot Serenaders)